# Јонас Холес
Јонас Холес (норв. Jonas Holøs — Сарпсборг, 27. август 1987) професионални је норвешки хокејаш на леду који игра на позицијама одбрамбеног играча.
Члан је сениорске репрезентације Норвешке за коју је на међународној сцени дебитовао на светском првенству 2006. године. Био је део норвешког олимпијског тима на ЗОИ 2010. у Ванкуверу и ЗОИ 2014. у Сочију. На светском првенству 2017. по први пут је био на позицији капитена репрезентације Норвешке.

## Каријера
Учествовао је на улазном драфту НХЛ лиге 2008. где га је као 170. пика у шестој рунди одабрала екипа Колорадо аваланча. За Аваланче је одиграо 39 утакмица у сезони 2010/11, док је остатак сезоне играо за њихову филијалу Лејк Ири монстерсе. Каријеру је започео у екипи Спарте из родног Сарпсборга, а пре одласка у НХЛ лигу одиграо је и две сезоне за Ферјестад у шведској СХЛ лиги, освојивши титулу првака Шведске у сезони 2008/09.
По повратку из НХЛ-а одиграо је још по две сезоне, редом за Векше лејкерсе, Локомотиву из Јарославља и поново за Ферјестад. У мају 2017. потписао је нови уговор са швајцарским НЛА лигашем Фрибур Готероном.